# Warner Bros. Television Studios
Warner Bros. Television è una casa di produzione statunitense che produce programmi televisivi e serie tv. La società è controllata da Warner Bros. Entertainment, divisione di Warner Bros. Discovery.

## Storia
Warner Bros. avvia la divisione di Warner Bros. Television il 21 marzo 1955 quando la ABC compra i diritti per i negativi di 750 film e oltre 1500 cortometraggi prodotti da Warner Bros. Un'ora la settimana Warner trasmetteva delle serie tv basate su film (Casablanca, Row re, Cheyenne). In particolare Cheyenne ebbe un grande successo tra il pubblico e questo convinse la ABC a produrre altre serie di genere western (Maverick, Lawman, Colt .45, Bronco che era uno spin off di Cheyenne, Sugarfoot, e The Alaska) o crime (77 Sunset Strip, Hawaiian Eye, beat Bourbon Street e Surfside 6). Molte di queste serie diventarono un simbolo della cultura pop americana. Nel 1960 si decise di investire su un target più giovanile, come Bugs Bunny e altre serie animate. Nel 1962 Warner ha prodotto la sua prima sitcom Room for One More.
Negli ultimi anni Warner Bros. Television ha prodotto programmi televisivi e serie tv con altre grandi case di produzione: Bad Robot Productions, Jerry Bruckheimer Production e John Wells Production.

## Attualmente in produzione

### Serial e show televisivi
- Senza traccia (2002-2009)
- Cold Case (2003-2010)
- Supernatural (2005-2020)
- The Closer (2005-2012)
- Major Crimes (2012-2018)
- The Big Bang Theory (2007-2019)
- The Mentalist (2008-2015)
- The Vampire Diaries (2009-2017)
- The Forgotten (2009-2010)
- Hostages (2013-2014)
- Stalker (2014-2015)
- The Middle (2009-2018)
- Childrens Hospital (2010-2016)
- Golden Boy (2013)
- Nikita (2010-2013)
- Mike & Molly (2010-2016)
- Shameless (2011-2021)
- Hart of Dixie (2011-2015)
- Suburgatory (2011-2014)
- 2 Broke Girls (2011-2017)
- Person of Interest (2011-2016)
- Arrow (2012-2020)
- Revolution (2012-2014)
- The Carrie Diaries (2013-2014)
- The Following (2013-2015)
- Gotham (2014-2019)
- Lucifer (2016-2021)
- Heart of Justice: Qalab Al Adalah (2017)
- Le terrificanti avventure di Sabrina (2018-2020)
- Miss Farah (الآنسة فرح) (2019-2022)
- Lovecraft Country - La terra dei demoni (Lovecraft Country) (2020)
- Superman & Lois - serie TV (2021-in corso)
- Kung Fu – serie TV (2021-in corso)
- Sweet Tooth – serie TV (2021-in corso)
- The Time Traveler's Wife - serie TV (2022)
- The Sandman – serie TV (2022-in corso)
- Bad Monkey – serie TV (2024-in corso)

### Show prodotti da Warner Horizon Television
- The Bachelor (dal 2002)
- The Bachelorette (prodotto con Next Entertainment) (dal 2003)
- America's Best Dance Crew (dal 2008)
- Pretty Little Liars (dal 2010)
- Rizzoli & Isles (dal 2010)
- The Lying Game (dal 2011)
- The Voice (dal 2011)
- Dallas (dal 2012)
- Sullivan & Son (dal 2012)
- Newsreaders (dal 2013)
- La Voz Kids (dal 2013)
- La Voz (dal 2019)

## Precedentemente in produzione

### Serial e show televisivi
- Warner Bros. Presents (1955–1956)
- Cheyenne (1955–1963)
- Conflict (1956–1957)
- Maverick (1957–1962)
- Sugarfoot (1957–1960)
- Colt .45 (1957–1960)
- Indirizzo permanente (1958–1964)
- Lawman (1958–1962)
- The Alaskans (1959–1960)
- Bourbon Street Beat (1959–1960)
- Hawaiian Eye (1959–1963)
- Surfside 6 (1960–1962)
- The Roaring Twenties (1960–1962)
- Room for One More (1962)
- The Gallant Men (1962–1963)
- No Time For Sergeants (1964–1965)
- F Troop (1965–1967)
- F.B.I. (1965–1974)
- Kung Fu (1972–1975)
- Wonder Woman (1975–1979)
- Alice (1976–1985) (Tratto dal film del 1974 Alice non abita più qui)
- The Dukes of Hazzard (1979–1985)
- Love, Sidney (1981–1983)
- Scarecrow and Mrs. King (1983–1987)
- Visitors (1984–1985)
- Giudice di notte (1984–1992)
- Genitori in blue jeans (1985–1992)
- Spencer (1985–1988)
- My Sister Sam (1986–1988)
- Head of the Class (1986–1991)
- Gli amici di papà (1987–1995)
- Murphy Brown (1988–1998)
- Dieci sono pochi (1988–1990)
- Freddy's Nightmares (1988–1990)
- Otto sotto un tetto (1993–1998)
- Una famiglia come le altre (1989–1993)
- Flash (1990–1991)
- Sisters (1993–1996) (1991–1993)
- Una bionda per papà (1993–1998) (1991–1993)
- Hangin' with Mr. Cooper (1993–1997) (1992–1993)
- Babylon 5 (1993–1998)
- Kung Fu: La leggenda continua (1993–1997)
- Lois & Clark: The New Adventures of Superman (1993–1997)
- Living Single (1993–1998)
- E.R. - Medici in prima linea (1994–2009)
- Friends (1994–2004)
- MADtv (1995–2009)
- The Drew Carey Show (1995–2004)
- Bless This House (1995–1996)
- Whose Line Is It Anyway? (1998–2007)
- The Wayans Bros. (1995–2000)
- The Parent 'Hood (1995–2000)
- The Jamie Foxx Show (1996–2001)
- Lush Life (1996)
- Tris di cuori (1998–2002)
- Due gemelle e una tata (1998–2000)
- Jesse (1998–2000)
- The Norm Show (1999–2001)
- The West Wing – Tutti gli uomini del presidente (1999–2006)
- Third Watch (1999–2005)
- Gilmore Girls (2000–2007)
- Nikki (2000–2002)
- Witchblade (2001–2002)
- Smallville (2001–2011)
- The Nightmare Room (2001–2002)
- Citizen Baines (2001)
- The Court (2002)
- George Lopez (2002–2007)
- Without a Trace (2002–2009)
- Fastlane (2002–2003)
- Birds of Prey (2002–2003)
- Le cose che amo di te (2002–2006)
- Presidio Med (2002–2003)
- Everwood (2002–2006)
- Wanda at Large (2003)
- Nip/Tuck (2003–2010)
- Eve (2003–2006)
- The O.C. (2003–2007)
- Like Family (2003-2004)
- One Tree Hill (2003–2012)
- Due uomini e mezzo (2003–2015)
- Cold Case - Delitti irrisolti (2003–2010)
- Skin (2003)
- Joey (2004–2006)
- Veronica Mars (2004–2007)
- Twins (2005–2006)
- The Closer (2005–2012)
- The War at Home (2005–2007)
- Just Legal (2005–2006)
- E-Ring (2005–2006)
- Close to Home (2005–2007)
- Freddie (2005–2006)
- Modern Men (2006)
- Justice (2006)
- The Class – Amici per sempre (2006–2007)
- The New Adventures of Old Christine (2006–2010)
- Studio 60 on the Sunset Strip (2006–2007)
- Smith (2006)
- Gossip Girl (2007–2012)
- Moonlight (2007–2008)
- Aliens in America (2007–2008)
- Life Is Wild (2007–2008)
- Pushing Daisies (2007–2009)
- Chuck (2007–2012)
- My Spy Family (2007—2010)
- Terminator: The Sarah Connor Chronicles (2008–2009)
- Eleventh Hour (2008–2009)
- Eastwick (2009)
- Hank (2009)
- The Beautiful Life: TBL (2009)
- The Forgotten (2009–2010)
- V (2009–2011)
- Life Unexpected (2010–2011)
- Miami Medical (2010)
- Chase (2010–2011)
- Hellcats (2010)
- Human Target (2010–2011)
- Past Life (2010)
- Undercovers (2010)
- The Whole Truth (2010)
- $#*! My Dad Says (2010–2011)
- Tower Prep (2010—2010)
- Harry's Law (2011–2012)
- Ringer (2011–2012)
- The Secret Circle (2011–2012)
- I Hate My Teenage Daughter (2011–2012)
- Work It (2012)
- Are You There, Chelsea? (2012)
- Alcatraz (2012)
- Level Up (2012—2013)
- 666 Park Avenue (2012–2013)
- Emily Owens, M.D. (2012–2013)
- Incredible Crew (2012—2013)
- La CQ - Una scuola fuori dalla media [La CQ] (2012—2014)
- Southland (2009–2013)
- Cult (2013)
- Golden Boy (2013)
- Fringe (2008–2013)
- Supernatural (2005-2020)

### Show prodotti da Warner Horizon Television
- CW Now (2007–2008)
- Heartland (2007)
- Trust Me (2009)
- Dark Blue (2009–2010)
- Glory Daze (2010–2011)
- Memphis Beat (2010–2011)
- Rubicon (2010)
- National Museum - Scuola di avventura (2010)
- H8R (2011)
- Take the Money and Run
- Political Animals (2012)

## Show in live action
Sin dalla stagione 2008—2009 Cartoon Network, sia nelle versioni americana ed europea, ha trasmesso anche come “serie televisive” dei programmi televisivi, chiamati anche Live action Shows. Molti di loro sono di produzione originale ma “indipendenti” dagli studios, sia di quelli in Europa (Intrattenimento) ad eccezione degli show Cartoon Network Hall of Game Awards e Run It Back, che quelli negli USA (Reality show); questi ultimi sono stati trasmessi solo sul blocco del 2009 chiamato CN Real. Dopo la fine con cancellazione del blocco e dei suoi show, avvenuta sempre nello stesso anno a causa dei bassi ascolti e alle critiche negative, soltanto due di loro (Destroy Build Destroy e Dude, What Would Happen) riuscirono a sopravvivere, ma finirono entrambi nel 2011. L'unico reality show europeo di produzione originale è uno show dal titolo Cartoon Network Durchstarter, trasmesso solo su Cartoon Network Germany dal 2009. Pochi invece sono indipendenti sia dal canale che dagli studios stessi, come quando Cartoon Network solo negli USA, aveva acquistato e trasmesso per un breve periodo le partite di Slamball (solo nel 2009 sempre nel blocco CN Real), e il game show della Fox dal titolo Hole in the Wall (dal 2010 al 2012).

### Intrattenimento
- Cartoon Network Dance Club (2008—presente nella versione originale tedesca, 2010—2010 nella versione polacca. Programma di intrattenimento, combinato con animazione e realtà, basato sulla danza)!/
- Staraoke (2009—2009. Game show di Cartoon Network basato sul karaoke. In origine era un programma televisivo finlandese andato in onda nel 2003 sulle reti TV4 ed MTV3, che poi venne acquistato nel 2009 da Cartoon Network)
- Cartoon Network Beatbox (2009—presente. Programma di intrattenimento musicale basato sui beat, eseguite dal rapper e presentatore Robeat)!
- Cartoon Network Topfrocker - Lasse Tischt Auf (2009—presente. Programma di intrattenimento basato sulle preparazioni di ricette in cucina versione bambini & ragazzi)!
- Let's Goal! Football Test [ex Football Dream] (2010—2010. Programma di intrattenimento che combina sport, game show e quiz, basato sul calcio. Prima produzione originale italiana di Cartoon Network)#
- Run It Back (2010—2011. Programma di approfondimento sportivo per bambini & ragazzi dedicato all'NBA)^
- Cartoon Network Checker [Cartoon Network Forscht] (2010—presente. Programma di intrattenimento basato sulle invenzioni)!
- Ben 10: Ultimate Challenge (2011—2011. Primo game show di Cartoon Network basato su una serie televisiva animata originale, cioè quella di Ben 10)
- Cartoon Network D! Hall of Fame (2011—presente. Primo talent show per bambini e ragazzi di Cartoon Network)!
- Cartoon Network Hall of Game Awards (Dal 2011. Primo show-award annuale di Cartoon Network, in cui si premiano i migliori atleti, stunts e altre meraviglie. Case di produzione: Dempsey Productions ed IMG Media)[1]^

NOTA - (!): Trasmesso solo su Cartoon Network Germany; (/): Trasmesso solo su Cartoon Network Poland; (#): Trasmesso solo su Cartoon Network Italia; (^): Show “non europeo” presente nella categoria.

### Reality show
- Bobb'e Says (2009—2009. Reality show in stile comedy show basato sulla vita dell'attore americano Bobb'e J. Thompson)
- BrainRush [BrainRu$h] (2009—2009. Game show in stile reality show ambientato sulle montagne russe del parco dei divertimenti di Knott's Berry Farm, nella città di Buena Park in California)
- The Othersiders (2009—2010. Reality show incentrato su un gruppo di ragazzi interessati al paranormale, e alla loro scoperta di fenomeni paranormali)
- Survive This (2009—2010. Reality show, che combina avventura e azione, basato sulle abilità e sulla sopravvivenza di un gruppo di persone perse in un bosco)
- Destroy Build Destroy (2009—2011. Game show in stile reality show, suddiviso in squadre, basato sulla distruzione di oggetti con pericolose attrezzature e alla creazione di veicoli)
- Dude, What Would Happen (2009—2011. Reality show incentrato su due ragazzi-conduttori alla loro scoperta e creazione di sistemi, eventi naturali ed esperimenti)
- Cartoon Network Durchstarter (2009—presente. Primo reality show europeo originale di Cartoon Network. È basato su bambini e ragazzi che, al di là di sé stessi, cercano di realizzare i loro desideri e a scoprire i loro propri talenti)%
- My Dad's a Pro (2010—2011. Reality show basato sulla vita da celebrità del basket di Jaelen House, figlio del giocatore NBA del 2008 nella Boston Celtics Eddie House)

NOTA - (%): Show “non americano” presente nella categoria.

### Show in live-action (programmi TV)
- Cartoon Network Dance Club (Programma televisivo originale trasmesso solo in Europa su Cartoon Network Germany e su Cartoon Network Poland. Genere: Musicale. Case di produzione: DS TV e Cartoon Network Europe. Anni di trasmissione: 2008—presente per la versione originale tedesca, 2010—2010 per la versione polacca)[2][3][4]
- Bobb'e Says (Programma televisivo originale USA trasmesso solo su Cartoon Network USA nel blocco esclusivo del 2009 CN Real. Genere: Reality show e Comedy Show. Casa di produzione: Hallock Healey Entertainment. Anni di trasmissione: 2009—2009)
- BrainRush [BrainRu$h] (Programma televisivo originale USA trasmesso solo su Cartoon Network USA nel blocco esclusivo del 2009 CN Real. Genere: Reality Show e Game show. Casa di produzione: Super Delicious Productions. Anni di trasmissione: 2009—2009)
- The Othersiders (Programma televisivo originale USA trasmesso solo su Cartoon Network USA nel blocco esclusivo del 2009 CN Real. Genere: Reality Show. Case di produzione: Red Varden Studios e Ping Pong Productions. Anni di trasmissione: 2009—2009)
- Staraoke (Programma televisivo originale trasmesso solo su Cartoon Network Europe. Genere: Musicale e Game Show. Case di produzione: Archie Productions, Cartoon Network Europe ed Intervisio per le versioni - Originale del 2003 ed attuale del 2009. Anni di trasmissione: 2009—2009)
- Survive This (Programma televisivo originale del Canada trasmesso solo su Cartoon Network USA nel blocco esclusivo del 2009 CN Real. Genere: Reality Show, Avventura e Azione. Casa di produzione: 9 Story Entertainment. Anni di trasmissione: 2009—2010)
- Destroy Build Destroy (Programma televisivo originale USA trasmesso solo su Cartoon Network USA. Prima sul blocco esclusivo del 2009 CN Real e poi trasmesso in modo autonomo. Genere: Reality Show e Game Show. Case di produzione: Idiot Box Productions e Mess Media. Anni di trasmissione: 2009—2011)
- Dude, What Would Happen (Programma televisivo originale USA trasmesso solo su Cartoon Network USA. Prima sul blocco esclusivo del 2009 CN Real e poi trasmesso in modo autonomo. Genere: Reality Show. Casa di produzione: Dalakis Media Enterprises. Anni di trasmissione: 2009—2011)
- Cartoon Network Beatbox (Programma televisivo originale trasmesso solo in Europa su Cartoon Network Germany. Genere: Musicale. Casa di produzione: Cartoon Network Germany. Anni di trasmissione: 2009—presente)[5][6]
- Cartoon Network Durchstarter (Programma televisivo originale trasmesso solo in Europa su Cartoon Network Germany. Genere: Reality Show. Case di produzione: Family Entertainment e DS TV. Anni di trasmissione: 2009—presente)[7][8][9]
- Cartoon Network Topfrocker - Lasse Tischt Auf (Programma televisivo originale trasmesso solo in Europa su Cartoon Network Germany. Genere: Culinaria. Casa di produzione: Vision First Kahle. Anni di trasmissione: 2009—presente)[10][11]
- Let's Goal! Football Test [ex Footall Dream] (Programma televisivo originale trasmesso solo in Europa su Cartoon Network Italia. Genere: Sportivo, Telequiz e Game Show. Case di produzione: Libero Produzioni Televisive e Cartoon Network Italia. Anni di trasmissione: 2010—2010)[12][13]
- My Dad's a Pro (Programma televisivo originale USA trasmesso solo su Cartoon Network USA in modo autonomo. Genere: Reality Show. Case di produzione: Pulse Media ed NBA Entertainment. Anni di trasmissione: 2010—2011)[14][15]
- Run It Back (Programma televisivo originale USA trasmesso solo su Cartoon Network USA in modo autonomo. Genere: Sportivo. Casa di produzione: Williams Street. Anni di trasmissione: 2010—2011)[16]
- Cartoon Network Checker [Cartoon Network Forscht] (Programma televisivo originale trasmesso solo in Europa su Cartoon Network Germany. Genere: Family Show. Casa di produzione: Vision First Kahle. Anni di trasmissione: 2010—presente)[17]
- Ben 10: Ultimate Challenge (Programma televisivo originale trasmesso solo su Cartoon Network Europe. Genere: Game Show. Case di produzione: Twenty Twenty Production e Cartoon Network Europe. Anni di trasmissione: 2011—2011)
- Cartoon Network D! Hall of Fame (Programma televisivo originale trasmesso solo in Europa su Cartoon Network Germany. Genere: Talent show. Casa di produzione: DS TV. Anni di trasmissione: 2011—presente)[9][18]